# Vicente Ferraz
Vicente Ferraz y Turmo (Benasque, Huesca, 10 de octubre de 1867 - San Sebastián, 20 de febrero de 1932) fue un catedrático y erudito aragonés que desarrolló su carrera profesional en el primer tercio del siglo XX.

## Biografía
Nació en Casa Faure de Benasque en el seno de una familia infanzona documentada desde el siglo XII y con una posición históricamente influyente en el valle de Benasque. Era descendiente de importantes personalidades como los militares Francisco Javier Ferraz y Cornel, José Ferraz y Cornel o Valentín Ferraz y Barrau.  
Fue Doctor por la Universidad Central de Madrid, en Filosofía y Letras (La libertad y el determinismo) y en Derecho (Las ideas de libertad y responsabilidad ante la criminología y la justicia penal). En 1895 ganó plaza en el Cuerpo de Archiveros, Bibliotecarios y Arqueólogos, tras lo que desempeñó los cometidos de bibliotecario en las Universidades de Oviedo y Valencia. En 1901 ingresó en el Cuerpo de Catedráticos Numerarios de Instituto, y como tal fue destinado al Instituto Provincial de Guipúzcoa en San Sebastián, donde impartió clases de Lengua y Literatura hasta su jubilación, además de ser su director durante muchos años.
Entre sus obras merecen citarse Biografía del meritísimo patricio baserugado Excmo. Sr. D. Pedro Viteri y Arana, protector de la enseñanza (1908); Apuntes de Literatura (Barcelona, 1911); y Margari o el 31 de agosto (1913), novela histórica que narra el incendio y sitio de San Sebastián por el ejército aliado anglo-portugués en el año 1813 y que resultó ganadora del concurso literario convocado por la junta constituida para conmemorar el centenario de dicha efeméride.
Cabe destacar su Colección de voces aragonesas del dialecto de Benasque (1917), ensayo que puede considerarse pionero de los estudios lexicográficos sobre el patués o habla ribagorzana que realizó junto con su hijo Vicente Ferraz Castán. 
Colaboró asiduamente en la prensa donostiarra y en Euskal-Erria, revista vascongada fundada en 1880.
Falleció en San Sebastián el 20 de febrero de 1932, en cuyo cementerio municipal está enterrado.